# Mesalina rubropunctata
Mesalina rubropunctata är en ödleart som beskrevs av  Lichtenstein 1823. Mesalina rubropunctata ingår i släktet Mesalina och familjen lacertider. Inga underarter finns listade i Catalogue of Life.